# Marble Canyon Provincial Park
Der Marble Canyon Provincial Park ist ein 2544 Hektar großer Provincial Park in der kanadischen Provinz British Columbia. Der Park liegt etwa 48 Kilometer nordöstlich von Lillooet und etwa 28 Kilometer westlich der Einmündung des Highways 99 (Sea-to-Sky-Highway) in den Highway 97. Der östliche Bereich des Parks liegt dabei im Thompson-Nicola Regional District während der westliche im Squamish-Lillooet Regional District liegt.

## Anlage
Der Park liegt am Highway 99, welcher den Park in einen nordöstlichen und einen südwestlichen Bereich teilt. Im südwestlichen Bereich des Parks liegen der der Crown Lake und der Turquoise Lake sowie der kleine Campingbereich. Weiterhin umfasst der Park einen Teil des Pavilion Lake.
Bei dem Park handelt es sich um ein Schutzgebiet der Kategorie II (Nationalpark).
Die Kalksteinschlucht, in der sich der Park befindet, ist in British Columbia eine eher seltene geologische Formation und gehört zur zerklüfteten Bergkette der Pavilion Mountain.

## Geschichte
Der Park wurde im Jahr 1956 eingerichtet. Wie bei fast allen Provinzparks in British Columbia gilt jedoch auch für diesen, dass er lange bevor die Gegend von Einwanderern besiedelt oder sie Teil eines Parks wurde, Jagd- und Fischereigebiet verschiedener Stämme der First Nations, hier der St'at'imc, war. Bisher wurden zwei archäologische Fundstätten mit Piktogrammen im Park ausgemacht.

## Aktivitäten
Der Park ist ein beliebtes Ziel von Wanderern, Bergsteigern und anderen Outdoor-Sportlern. Im Winter werden die dann gefrorenen Wasserfälle im Park zum Eisklettern genutzt.